# 선지 철로

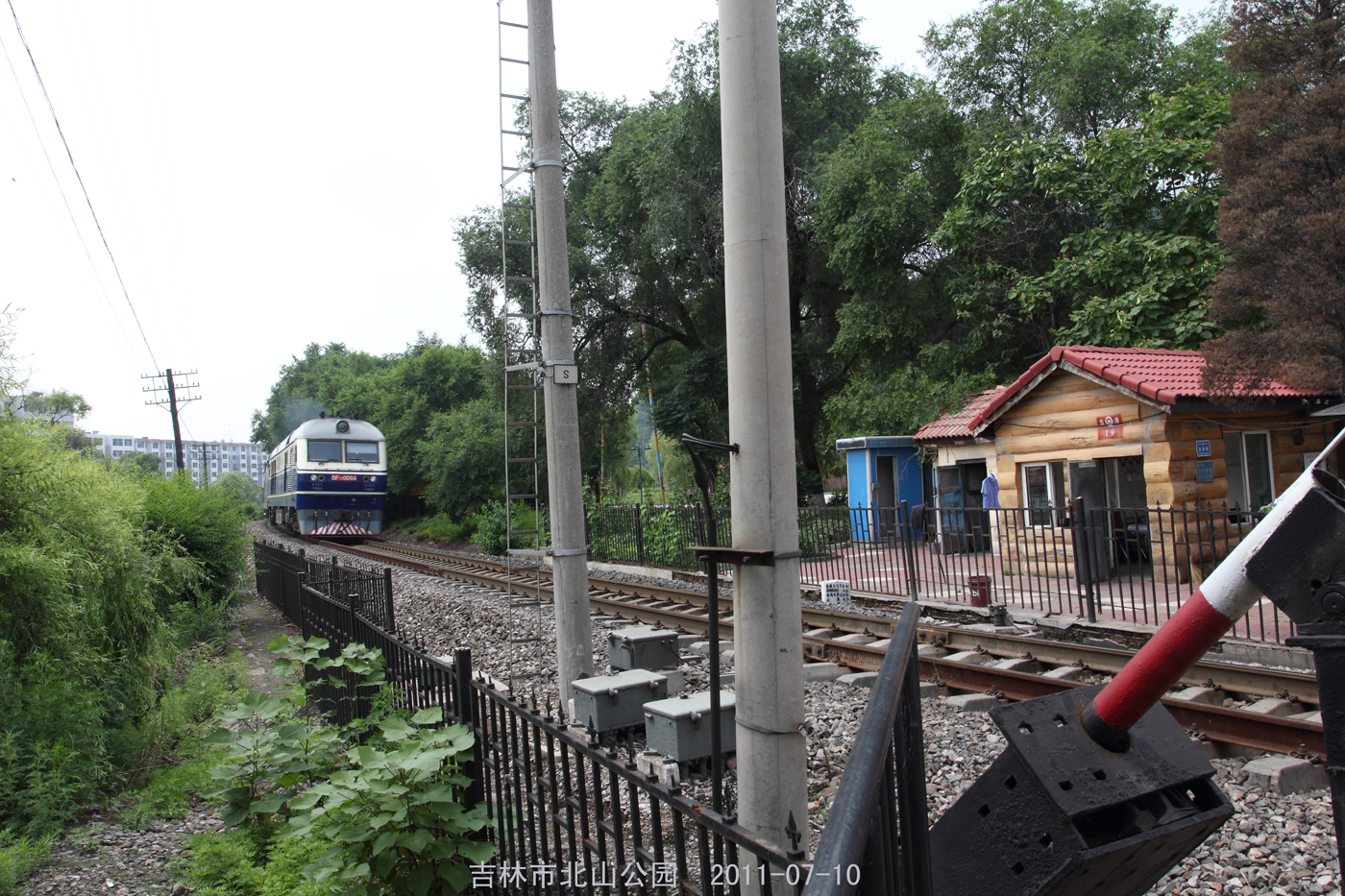

선지 철로(중국어 간체자: 沈吉铁路, 정체자: 瀋吉鐵路)는 랴오닝성 선양시에 있는 선양 역과 지린성 지린시에 있는 지린 역을 연결하는 중화인민공화국 철도부의 철도노선이다. 본선은 1920년대에 펑하이 철로(奉海鐵路), 지하이 철로(吉海鐵路)의 2개 노선으로 각각 건설되었다.

## 노선정보
- 구간과 거리: 선양 역―지린 역 446km
- 역수(驛數): 37개(양단역 포함)
- 궤도간격: 1,435mm(표준궤)

## 연혁
- 1925년 7월: 펑티엔 역(선양 역)과 하이룽 역(海龍驛)을 연결하는 펑하이 철로가 착공됨.
- 1927년 6월: 지린 역과 차오양전 역(朝陽鎭驛)을 연결하는 지하이 철로가 착공됨.
- 1927년 10월: 펑하이 철로의 전 구간이 완공됨. 그 이후 차오양전 역까지 구간이 연장됨.
- 1929년 5월: 지하이 철로의 전 구간이 완공됨.

## 같이 보기
- 남만주철도(일본어문서)